# Peridroma costalis
Peridroma costalis är en fjärilsart som beskrevs av Walker 1856. Peridroma costalis ingår i släktet Peridroma och familjen nattflyn. Inga underarter finns listade i Catalogue of Life.